# Pan.Thy.Monium
Pan.Thy.Monium foi uma  banda de death metal/metal progressivo da Suécia. Formada por Dan Swanö em 1990, conta com músicos da banda Edge of Sanity. Pan.Thy.Monium nunca tocou ao vivo, e apesar de possuir vozes, todas as músicas possuem letras incompreensíveis.
Em seu álbum de estreia lançado em 1992, Dawn of Dreams, as identidades dos músicos eram desconhecidas, com todos os membros usando pseudônimos. Após o lançamento de mais dois álbuns, Khaooohsa (1993) e Khaoohs & Kon-Fus-Ion (1996) a banda se desfez.

## Integrantes

### Última formação
- Derelict (Robert Karlsson): vocais
- Winter (Benny Larsson): bateria, percussão, violino
- Day DiSyraah (Dan Swanö): baixo, teclados, efeitos
- Mourning (Robert Ivarsson): guitarras
- Äag aka Tom Nouga (Dag Swanö): guitarras, órgão, saxofone

## Discografia
Álbuns de estúdio
- Dawn of Dreams (1992)
- Khaooohs (1993)
- Khaooos & Kon-Fus-Ion (1996)

Relançamentos
- Dawn Of Dreams + Khaooos (2003)

EP's
- Dream II (1991)

Demos
- ...Dawn (1990)